# Fidel Sánchez Hernández
Fidel Sánchez Hernández (El Divisadero, El Salvador, 7 de juliol de 1917 - San Salvador, El Salvador, 28 de febrer de 2003) va ser un polític i militar salvadorenc, president del seu país entre 1967 i 1972.